# آيت شعيب (تمزكدوين)
آيت شعيب هي إحدى مشيخات المملكة المغربية، تتبع جغرافيا لإقليم شيشاوة وإداريًا لتمزكدوين. يقدر عدد سكانها بـ 5885 نسمة حسب الإحصاء الرسمي للسكان والسكنى لسنة 2004.